# Rhynchosia buettneri
Espèce
Rhynchosia buettneri est une espèce de plantes à fleurs de la famille des Fabaceae et du genre Rhynchosia présente en Afrique tropicale.
Son épithète spécifique buettneri rend hommage au botaniste allemand Richard Büttner (en), explorateur du bassin du Congo.

## Description
C'est un arbrisseau lianescent avec des branches cylindriques lisses d'environ 25 mm de diamètre,.

## Distribution
L'espèce est présente en Afrique tropicale, du Sénégal au Nigeria, au sud de la république centrafricaine et au nord de la république démocratique du Congo.

## Habitat
On la rencontre dans les savanes arbustives, les forêts galeries, la forêt dense sèche en bas fond, aux lisières,.

## Utilisation
Ses longues grappes de fleurs striées de pourpre en font une plante ornementale. Récoltées à l'état sauvage, les feuilles sont utilisées pour traiter des troubles digestifs.